# Géographie du Guyana
 (juillet 2022).
La mise en forme du texte ne suit pas les recommandations de Wikipédia : il faut le « wikifier ».
Les points d'amélioration suivants sont les cas les plus fréquents. Le détail des points à revoir est peut-être précisé sur la page de discussion.
- Les titres sont pré-formatés par le logiciel. Ils ne sont ni en capitales, ni en gras.
- Le texte ne doit pas être écrit en capitales (les noms de famille non plus), ni en gras, ni en italique, ni en « petit »…
- Le gras n'est utilisé que pour surligner le titre de l'article dans l'introduction, une seule fois.
- L'italique est rarement utilisé : mots en langue étrangère, titres d'œuvres, noms de bateaux, etc.
- Les citations ne sont pas en italique mais en corps de texte normal. Elles sont entourées par des guillemets français : « et ».
- Les listes à puces sont à éviter, des paragraphes rédigés étant largement préférés. Les tableaux sont à réserver à la présentation de données structurées (résultats, etc.).
- Les appels de note de bas de page (petits chiffres en exposant, introduits par l'outil «  Source ») sont à placer entre la fin de phrase et le point final[comme ça].
- Les liens internes (vers d'autres articles de Wikipédia) sont à choisir avec parcimonie. Créez des liens vers des articles approfondissant le sujet. Les termes génériques sans rapport avec le sujet sont à éviter, ainsi que les répétitions de liens vers un même terme.
- Les liens externes sont à placer uniquement dans une section « Liens externes », à la fin de l'article. Ces liens sont à choisir avec parcimonie suivant les règles définies. Si un lien sert de source à l'article, son insertion dans le texte est à faire par les notes de bas de page.
- La présentation des références doit suivre les conventions bibliographiques. Il est recommandé d'utiliser les modèles {{Ouvrage}}, {{Chapitre}}, {{Article}}, {{Lien web}} et/ou {{Bibliographie}}. Le mode d'édition visuel peut mettre en forme automatiquement les références.
- Insérer une infobox (cadre d'informations à droite) n'est pas obligatoire pour parachever la mise en page.

Pour une aide détaillée, merci de consulter Aide:Wikification.
Si vous pensez que ces points ont été résolus, vous pouvez retirer ce bandeau et améliorer la mise en forme d'un autre article.
Le Guyana est un pays situé dans le Nord de l'Amérique du Sud, entre le Suriname et le Venezuela. La superficie du pays est d'environ 197 000 km2. Le pays possède 430 kilomètres de côte sur l'Atlantique, il est bordé par le Venezuela au nord-ouest, le Brésil à l'ouest et au sud, et le Suriname au sud-est. Le territoire est composé de trois grandes zones géographiques : la plaine côtière, la ceinture de sable blanc, et l'intérieur du pays.

## Relief
La plaine côtière, qui occupe environ 5 % de la superficie du pays, abrite plus de 90 % de la population. La plaine varie de cinq à six kilomètres de large et s'étend de la rivière Courantyne à l'est, à la frontière vénézuélienne dans le nord-ouest du pays.
La plaine côtière est composée en grande partie des alluvions de l'Amazone emportées par les courants océaniques, se déposant sur la côte. Cette superposition de sable et de terre glaise, ayant pour origine l'érosion des sols rocheux à l'intérieur des terres, a donné une terre très fertile. En raison d'inondations de la plaine côtière à marée haute, des travaux d'endiguement ont été réalisés depuis les années 1700.
Les rivages de la Guyana ne sont pas bien définis. À l'approche de l'océan, la terre perd progressivement de l'altitude jusqu'à de vastes zones de marais et marécages. Autour de New Amsterdam, ces vasières s'étendent sur près de vingt-cinq kilomètres. Les bancs de sable et les eaux sont un obstacle majeur à l'expédition, et les bateaux doivent décharger leurs cargaisons partiellement en mer en vue d'atteindre les quais de Georgetown et New Amsterdam.
Une ligne de marécages forme une barrière entre les collines de sable blanc de l'intérieur du pays et la plaine côtière. Ces marais, formés lorsque l'eau a été empêchée de circuler sur les terres côtières cultivées par une série de barrages, servent de réservoirs pendant les périodes de sècheresse.
La ceinture de sable blanc se trouve au sud de la zone côtière. Cette zone, de 150 à 250 km de large, est constituée de basses collines de sable entrecoupées d'affleurements rocheux. Le sable soutient une dense forêt de feuillus, cependant ces sables ne peuvent pas supporter de cultures. En cas de déforestation, l'érosion est rapide et sévère. La plupart des réserves de bauxite, d'or et de diamants du pays se trouvent dans cette région.
L'intérieur du Guyana est composé de trois grandes régions : des montagnes, une série de plateaux, une plate-forme de montagnes et des savanes, qui s'étendent de la ceinture de sable blanc jusqu'à la frontière sud du pays. La sierra de Pacaraima domine la partie occidentale de l'intérieur du pays. Dans cette région se trouvent certaines des plus anciennes roches sédimentaires de l'hémisphère occidental. Le mont Roraima, à la frontière du Venezuela, fait partie de la sierra de Pacaraima et, avec 2 772 mètres d'altitude dans sa partie guyanienne, est le plus haut sommet du Guyana. Plus au sud se trouve le plateau Kaieteur, un vaste espace rocheux situé à 600 mètres d'altitude ; les montagnes Kanuku (1 000 mètres), et les Monts Acarai situées à la frontière sud avec le Brésil.
Les hauts-plateaux de l'intérieur sont constitués de prairies. La plus grande étendue de prairies, la savane Rupununi, couvre environ 15 000 kilomètres carrés dans le sud du pays. Cette savane s'étend aussi loin dans le Venezuela et le Brésil. La partie propre au Guyana est divisée entre les régions septentrionales et méridionales des montagnes Kanuku. Les herbes éparses de la savane servent, en général, seulement de pâturages, même si des groupes amérindiens cultivent de petites zones le long de la rivière Rupununi et au pied des Monts Kanuku.

## Hydrologie
Le Guyana est un pays riche en eau. De nombreux fleuves se jettent dans l'océan Atlantique, en général en direction du nord. Un certain nombre de cours d'eau dans la partie occidentale du pays coulent cependant vers l'est dans le fleuve Essequibo, drainant le plateau Kaieteur. L'Essequibo, le fleuve principal du pays, coule de la frontière brésilienne, dans le sud, jusqu'à un vaste delta à l'ouest de Georgetown. Les rivières de l'est du Guyana traversent la zone côtière, fournissant un accès à l'intérieur du pays. Les chutes d'eau limitent le transport fluvial. Certaines de ces cascades sont spectaculaires : par exemple, les chutes de Kaieteur sur la rivière Potaro chutent de 226 mètres, soit plus de quatre fois la hauteur des chutes du Niagara.
La pente moyenne des principaux cours d'eau est seulement d'un mètre tous les cinq kilomètres par conséquent le débit des principaux cours d'eau est assez faible. Les marais et les champs d'expansion de crues se trouvent dans toutes les régions montagneuses, il existe des projets pour drainer ces vastes zones afin de les adapter à un usage agricole. La moyenne kilomètre carré dans une plantation de sucre, par exemple, possède six kilomètres de canaux d'irrigation, dix-huit kilomètres de gros tuyaux, et de dix-huit kilomètres de petits égouts. Ces canaux occupent près d'un huitième de la superficie moyenne des champs de canne à sucre. Certains des plus grands domaines ont plus de 550 kilomètres de canaux, le Guyana a lui-même un total de plus de 8 000 kilomètres. Même Georgetown est sous le niveau de la mer et doit dépendre de digues de protection de la rivière Demerara et de l'océan Atlantique.

## Climat
Situées près de l'équateur, le Guyana a un climat tropical, et les températures ne varient pas beaucoup tout au long de l'année. L'année a deux saisons humides, de décembre à février, et de la fin avril à la mi-août.
Bien que la température ne soit jamais dangereusement élevée, la combinaison de chaleur et d'humidité peut parfois sembler accablante. Toute la région est sous l'influence des alizés du nord-est, et au cours de la mi-journée et l'après-midi, les vents marins rafraichissent le climat de la côte. Le Guyana est situé au sud de la trajectoire des ouragans des Caraïbes, cependant aucun n'a été connu pour avoir frappé le pays.
Les températures à Georgetown sont assez constantes, avec une moyenne élevée de 32 °C et une moyenne basse de 24 °C dans le mois le plus chaud (juillet), et une moyenne de 29 °C à 23 °C en février, le mois le plus froid. La température la plus élevée jamais enregistrée dans la capitale a été 37,2 °C et le plus bas 16,6 °C. L'humidité de l'air est en moyenne de 70 % sur l'année. À l'intérieur des terres loin des influences modératrice de l'océan, des variations de température plus larges sont rencontrées, ainsi des températures nocturnes aussi faibles que 12 °C ont été mesurées. L'humidité à l'intérieur est également légèrement plus faible, avec une moyenne autour de 60 %.
Les pluies sont plus fortes dans le nord-ouest et  plus légères dans le sud-est et l'intérieur. Les moyennes annuelles sur la côte près de la frontière vénézuélienne sont proches de 250 centimètres, plus à l'est, à New Amsterdam 200 centimètres, et 150 centimètres dans le sud du Guyana Rupununi Savannah. Sur les zones du nord-est près des montagnes l'influence des alizés donne des précipitations d'environ 350 centimètres par an. Bien que la pluie tombe toute l'année, environ 50 % du total annuel tombe l'été à la saison des pluies qui s'étend de mai à fin juillet sur la côte et d'avril à septembre plus à l'intérieur des terres. Les zones côtières ont une deuxième saison pluvieuse de novembre à janvier. La pluie tombe généralement sous forme de lourdes averses ou d'orages l'après-midi.

## Données brutes
Surface:

 totale:
214 970 km2

terrestre:
196 850 km2

eau:
18 120 km2
Frontières terrestres:

totale:
2 462 km

 pays frontaliers:
Brésil 1 119 km, Suriname 600 km, Venezuela 743 km
Côte :
459 km
Revendications maritimes:

 Plateau continental:
200 milles marins ou au bord externe de la marge continentale

 Leszones de pêche exclusive:
200 milles marins (370 kilomètres)

 Les eaux territoriales:
12 milles marins (22 kilomètres)
Les ressources naturelles:
bauxite, or, diamants, bois de feuillus, crevettes, poissons
L'utilisation du sol:

 terres arables : 2 %

 cultures permanentes :0 %

 pâturages permanents :6 %

 forêts et les terres boisées :84 %

 autres: 8 %
Irrigables:
1300 km 2 (1993)
Risques naturels:

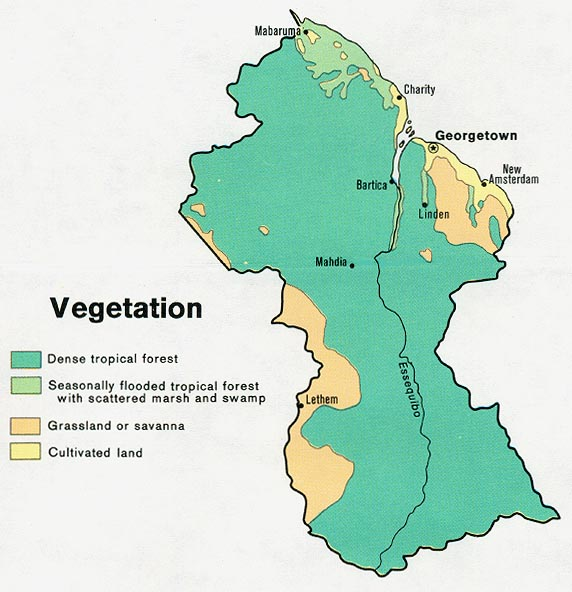
Carte de la végétation de la Guyana

Les crues rapides sont une menace constante durant la saison des pluies.
 'Environnement - problèmes actuels:
Pollution de l'eau provenant des eaux usées et de produits chimiques agricoles et industriels, la déforestation.
Environnement - accords internationaux:

 partie à :
Biodiversité, Convention-cadre des Nations unies sur les changements climatiques, Désertification, Espèce menacée, Convention des Nations unies sur le droit de la mer, Protocole de Montréal, en:Ship Pollution, en:International Tropical Timber Agreement, 1983, en:International Tropical Timber Agreement, 1994

 signé, mais pas ratifié: Aucun des accords